# Diviziunea Upper River
Diviziunea Upper River este una dintre cele 6 unități administrativ-teritoriale de gradul I ale statului Gambia. Reședința sa este orașul Basse.

## Districte
Este împărțită în 4 districte:
- Fulladu East
- Kantora
- Sandu
- Wuli